# Abu Marzuq
Mūsā Muḥammad Abū Marzūq (in arabo موسى محمد ابو مرزوق‎?; Rafah, 9 gennaio 1951) è un politico palestinese, alto esponente di Ḥamās. Dal 1997 al 2014 ne è stato vicepresidente dell'ufficio politico.

## Biografia
È nato nel campo-profughi di Rafah, nella Striscia di Gaza.
Abū Marzūq ha fornito notevoli fondi per la "Fondazione Terra Santa per il soccorso e lo sviluppo" (HLF) nei primi anni novanta.
Attivo nel lavoro politico islamico dal 1968, Abū Marzūq ha svolto un ruolo significativo nella riorganizzazione di Hamas dopo l'arresto di massa dei suoi membri nel 1989. È stato eletto per far parte del primo ufficio politico di Hamas, lavorandovi nel 1992, assumendo dal 1997 la carica di vicepresidente del Politburo di Hamas.
Abū Marzūq ha fondato l'"Associazione islamica della Palestina".
Nel 2002 un gran giurì federale statunitense di Dallas ha respinto un atto di accusa per associazione a delinquere nei suoi confronti, per aver violato le leggi che negli Stati Uniti vietano operazioni miranti a raccogliere fondi che alimentino il terrorismo.